# Sampson Avard
Sampson Avard (* 23. Oktober 1800 in St. Peter, Guernsey, Königreich Großbritannien; † 15. April 1869 in Edwardsville, Illinois) war Anführer der Daniten. Er schloss sich im Jahre 1835 durch Taufe der Kirche Jesu Christi der Heiligen der letzten Tage an und gründete 1837 zusammen mit David Patten die Daniten.